# Ángel Boligán

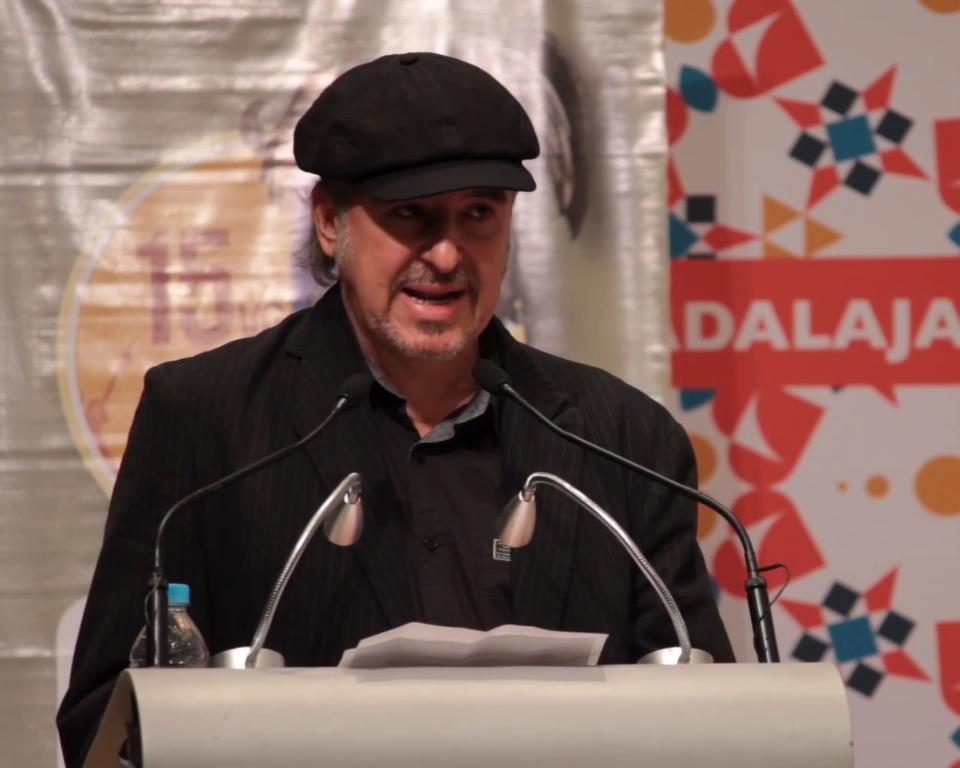
Ángel Boligán en 2016.

Ángel Boligán Corbo (San Antonio de los Baños, La Habana, Cuba, 10 de mayo de 1965) es un dibujante y caricaturista cubano. En los años 80 se graduó de la Escuela Nacional de Instructores de Arte, La Habana, Cuba. Actualmente colabora con el diario mexicano El Universal con su columna Espejo de tinta, y en varias publicaciones internacionales.
Miembro del Sindicato internacional de caricaturistas CAGLECARTOONS, INC. de E.Unidos 
Miembro de la agrupación internacional CARTOONING FOR PEACE con sede en París.
Miembro de la Unión Nacional de Escritores y Artistas de Cuba (U.N.E.A.C).
Fundador de la agencia CARTONCLUB, (El Club de la Caricatura Latina)(www.cartonclub.com)

## Exposiciones individuales
- 1981 Galería “Eduardo Abela”, San Antonio de los Baños, La Habana.
- 1990 "Boligán humor Villamil", Museo Provincial de Ciego de Avila, Cuba
- 1991 " Bolicaturas. Caricaturas de Ángel Boligán Corbo". Taberna del Tío Cabrera, San Antonio de los Baños, La Habana, Cuba.

## Exposiciones colectivas
En 1983 participó en eventos como la III Bienal Internacional de Humorismo. Círculo de Artesanos, San Antonio de los Baños, La Habana, Cuba y en la VI Bienal Internacional del Humor y la Sátira en el Arte. Y en el mismo año “El mundo existe porque ríe”, Casa del Humor y la Sátira, Gabrovo, Bulgaria.
En 1985 en la Cuarta Bienal Internacional de Humorismo. Círculo de Artesanos, San Antonio de los Baños, en la VII Bienal Internacional del Humor y la Sátira en el Arte. “El mundo existe porque ríe”. Casa del Humor y la Sátira, Gabrovo, Bulgaria y en la 7th Yomiuri Shimbum Internacional Cartoon Contest. Tokio, JAPÓN.
En 1987 se presentó en la V Bienal Internacional de Humorismo. Galería de Arte Eduardo Abela, San Antonio de los Baños. También lo hizo en la VIII Bienal Internacional del Humor y la Sátira en el Arte. “El mundo existe porque ríe”. Casa del Humor y la Sátira, Gabrovo, Bulagaria y en el XVIII Salón Nacional de Humorismo Gráfico “Horacio Rodríguez Suría”. Pabellón Cuba, La Habana, Cuba. En el 1.er. Salón Nacional de Caricatura Personal “Juan David”, La Habana y en la Sexta Bienal Internacional de Humorismo. Galería de Arte Eduardo Abela, San Antonio de los Baños, entre otras.

## Premios
Boligán cultiva todas las ramas de humor gráfico, en el que ha obtenido 180 premios y menciones internacionales, de los cuales destacan:
3.er Premio en la VIII Bienal Internacional del Humor y la Sátira, celebrada en Gabrovo, Bulgaria (1987).
Premio Especial otorgado por el grupo CINÉFILO en la XI Muestra Internacional de Diseño Humorístico Deportivo, celebrado en Ancona, Italia (1991).
1.er Premio en Humor General y cuatro Premios Especiales en la IX Bienal Internacional del Humor, celebrada en Cuba (1995).
2.º Premio en Caricatura Personal en la X Bienal Internacional del Humor, celebrada en Cuba (1997).
2.º Premio en Humor General y 3ro. en Caricatura Personal en la XI Bienal Internacional del Humor, celebrada en Cuba (1999).
1.er Premio en el II Portocartoon World Festival celebrado en Oporto, Portugal (2000).
Mención Honorífica en el 1.er Cartoonnet Festival, 1.er International Cartoon Contest on the Net, convocado por Fanofunny, Italia (2000).
2.º Premio en Humor General, 3ro. en Caricatura Personal y 2 Premios especiales en la XII Bienal Internacional del Humor celebrada en Cuba (2001).
Mención Honorífica en el III Portocartoon World Festival celebrado en Oporto, Portugal (2001).
3.er Premio y Mención Honorífica en el IV Portocartoon World Festival celebrado en Oporto Portugal (2002).
Premio Especial ALCALDIA DE RIONEGRO en el IX Festival Internacional de Caricatura RICARDO RENDON Rionegro, Colombia (2002).
1.er Premio en el 3.er Salón internacional ECOCARTOONS que convoca la Universidad Católica de Lima Perú (2003).
Gran Premio en la XIII Bienal Internacional del Humor celebrada en Cuba (2003).
Mención Honorífica en el VI Portocartoon World Festival celebrado en Oporto, Portugal (2003).
Mención honorífica en el X Festival Internacional de Caricatura RICARDO RENDON Rionegro, Colombia (2003).
Premio especial y Mención Honorífica en BIRD 2005 International art award Beigin China , agosto (2005)
1.er Premio del 1.er Festival internacional Porto de Humor, Brasil octubre (2005)
3.er Premio de la 18 Muestra internacional de Humor y Sátira de Trento Italia Noviembre (2005)
Medalla de Oro y Premio a la Excelencia en The 2nd WINE International Invitation, seleccionado entre los 100 mejores dibujantes del mundo, China noviembre (2005)
GRAND PRIX y PRIMER PREMIO en la categorìa de Humor en el WORLD PRESS CARTOON Sintra Portugal abril (2006).
Premio Especial of Culture & Tourism Office en el 26th Hodja Nasreddin, Turquìa agosto (2006).
1.er Premio del 3.er International Cartoon Exhibitiòn RODHES 2006- Grecia - Septiembre (2006).
1.er Premio del World Cartoon Festival KOSOVA 2006, Kosovo, Septiembre (2006).
Premio Especial del Concurso Internacional sobre la OCUPACIÒN en Iràn, Noviembre (2006)
2do Premio del Concurso Humorismo Gráfico Iberoamericano 2006: la voracidad urbana, de la Feria Internacional del libro de Guadalajara, México, Diciembre (2006)
Medalla de plata en la categoría de Ilustration Portfolio Individual de la Society News Design on Ilustration SND, Estados Unidos, Marzo (2007).
Premio de excelencia en la categoría de -News Design / Page(s)- de la Society News Design on Ilustration SND, Estados Unidos, Marzo (2007).
Mención Honorífica en el 2nd International Cartoon Contest , Don Quichotte, Tema -INMIGRACIÒN- Turquìa/Alemania. Abril (2007)
Mención Honorífica en la categoría de HUMOR en el 3.er World Press Cartoon, Sintra Portugal, Abril (2007)
3.er PREMIO the National Press Club Press Freedom Awards of Canada - 7the International Editorial Cartoon Competition, Canada (Mayo) 2007
2do Premio en el 24th AYDIN DOGAN International Caricature Competition, celebrado en Estambul Turquìa, Julio (2007).
Premio Especial de la 24ª Biennale Internazionale dellUmorismo nellArte, Tema -El Macho-, Tolentino, Italia, Julio (2007).
Premio Especial del Ministry Of Culture Turkey en el 27th International Nasreddin Hodja Cartoon Contest, Turquìa, agosto (2007)
Mención Honorífica en el segundo GREEKARTOON Cartoon Contest (Niños del futuro) Atenas Grecia Noviembre (2007)
Premio -The best cartoons prize- en el Master Cup International Cartoon and Illustration Biennial, China, Noviembre (2007)
Mención Honorífica en el 14th Rendon International Cartoon Festival , Noviembre(2007) Colombia
Premio de excelencia en el 3.er The Ranan Lurie Political Cartoon Awards, convocado por la ONU, Diciembre (2007)
2do Premio en el 1.er International Saloon of Humor for the Amazon Forest, convocado por Brazilcartoon, Diciembre (2007) Brasil
Premio de excelencia en la categoría de -Ilustration Portfolio Individual- de la Society News Design on Ilustration SND, Estados Unidos, Marzo (2008).
Premio de excelencia en la categoría de -Ilustration single- de la Society News Design on Ilustration SND, Estados Unidos, Marzo (2008).
Premio de excelencia en la categoría de -Feature  Design Pages- de la Society News Design on Ilustration SND, Estados Unidos, Marzo (2008).
Mención Honorífica en el X PortoCartoon World Festival, Oporto, Portugal, Mayo de 2008).
Premio Especial -Special Prize of Cumhuriyet newspaper- en el 28th International Nasreddin Hodja Cartoon Contest , Turquía agosto de 2008).
1.er Premio del 3rd Don Quichotte INTERNATIONAL CARICATURE CONTEST OF “WORLD LANGUAGES” celebrado en Alemania, Sept.2008.
Premio Especial Igor Sevcik Prize(Best graphic cartoon)en el Festival Internacional HUMOREST 2008, República Checa, Sept 2008.
Primer Premio (conjunto de obras) enThe Second International City Complexities Cartoon Contest-2008, Irán, Oct.
Grand Prix 'Marco Biassoni' Humour a Gallarate Intl Cartoon Contest XIV edizione 2008, Italia , Oct.2008.
Primer Premio (DIGITAL GAME) The International Digital Media (By email) Contest, Irán, Nov 2008.
2do Premio, en el Primer Salón Internacional del Humor Mazatlán 2008, México Nov.2008
MENCIÓN DE HONOR en el XIII PORTOCARTOON, Oporto, Portugal, abril de 2011.
SILVER PRIZE The 7th International Cartoon Contest SYRIA 2011, abril de 2011.
2DO PREMIO en la categoría de CARICATURA del World Press Cartoon 2011, Sintra, Portugal, abril de 2011.
MENCIÓN DE HONOR en el 3rd International City Complexities Cartoon Contest 2010/ Iran, mayo de 2011.
3.er PREMIO en el UMO - 6th International Cartoon contest'10/India, mayo de 2011.
Premio winning the best cartoon awards in the 2010 Eco cartoon exhibition, India, dado a conocer en Sept. 2011.
MENCIÓN DE HONOR en el first International Cartoon Festival National Iranian Oil Products Distribution Company, Irán 2012.
MENCIÓN DE HONOR en el the 4th International Fadjr Cartoon & Caricature Contest-2012/ Iran.
MENCIÓN DE HONOR en la categoría de CARTÓN EDITORIAL y MENCIÓN DE HONOR en la categoría de CARICATURA en el World Press Cartoon, Sintra Portugal, abril de 2012.
PREMIO ESPECIAL en el 40th World Gallery of Cartoons - Skopje 2012, Macedonia, Mayo de 2012.
3.er PREMIO en el 5th ECO CARTOON Patio, International Environmental Humor, Brasilia, Brasil, Junio de 2012.
PREMIO ESPECIAL en The International "WALL St. Fall" Cartoon Contest- Iran, Julio de 2012.
PREMIO CHARGE, 1.er PREMIO en la categoría OPINIÓN y MENCIÓN DE HONOR en la categoría HUMOR del 39 Salão Internacional Do Humor De Piracicaba, Brasil, agosto de 2012.
MENCIÓN DE EXCELENCIA en THE UNITED NATIONS /RANAN LURIE POLITICAL CARTOON AWARDS Dic. 2012.
MENCIÓN DE HONOR en The 5th International Fadjr Visual Arts Festival, Iran, Marzo de 2013.
2DO PREMIO en e 15TH PORTOCARTOON WORLD FESTIVAL, Porto Portugal, abril de 2013.
MENCION DE HONOR en la categoría CARICATURA del 9 WORLD PRESS CARTOON celebrado en Sintra, Portugal, abril de 2013.
PREMIO ESPECIAL de la Unión de Periodistas de Turquía en el 33 NASREDDIN HODJA CARTOON CONTEST, Turquía, Julio de 2013.
PREMIO DE PERIODISMO en CARICATURA EDITORIAL de Grupo de Diarios de América (G.D.A.) con la caricatura “EL PERIODISMO EN MÉXICO” publicada por EL UNIVERSAL en 2012. Premio creado para reconocer la excelencia periodística en los medios líderes en la región.
1.er PREMIO en la categoría de -TEMA FUTBOL- del 40 Salón Internacional del Humor de Piracicaba, Brasil, agosto de 2013.
PREMIO Best Comic Illustration Awards of the 7th Asian Youth Animation & Comics Contest (AYACC) 2013.
1.er premio en the 5th International City and Citizen Cartoon Contest /Tabriz, Irán, September 2014.
3.er PREMIO en la categoría de CARTON EDITORIAL.
MENCIÓN DE HONOR en la categoría de GAG CARTOON en el décimo World Press Cartoon celebrado en Portugal, 2014.
2do PREMIO en el XIV SALON INTERNACIONAL DE HUMOR GRÁFICO, Santa Clara 2014, Cuba, Diciembre de 2014.
Award of Excellence en la premiación Anual de la Society for News Design (SND) por ilustración publicada en el diario LA NACIÓN de Argentina, Marzo de 2015.
Seleccionado como The Best cartoonist in the world durante 2014, por la agrupación y el museo de TRABRIZ Irán, abril de 2015.
MENCION DE HONOR en el 12 International Tabriz Cartoon Festival, Iran, abril de 2015.
1.er PREMIO en el per Niels Bugge Cartoon Contest , Viborg, Dinamarca Mayo de 2015.
2do PREMIO en la categoría Gag humor y MENCIÓN DE HONOR en la categoría opinión del 11 World Press Cartoon, Cascais, Portugal, abril de 2015.
MENCIÓN DE HONOR en el 32 AYDIN DOGAN International Cartoon Contest, Estambul, Turquía, Junio de 2015.
1.er PREMIO en la categoría -Charge, Opinion- del 42 Salón Internacional del Humor Piracicaba, Brasil, agosto de 2015.
1.er PREMIO en el OSTEN World Gallery of Cartoons
Competition for Digital Cartoons Topic: Beer, Macedonia, Octubre de 2015.

## Obra en colecciones
Su trabajo se encuentra expuesto en las colecciones de la Casa del Humor y la Sátira, Gabrovo, Bulgaria y en el Museo del Humor, San Antonio de los Baños, La Habana, Cuba.